# Děvčata, nedejte se!
Děvčata, nedejte se! è un film del 1937, diretto da Hugo Haas e Jan Alfréd Holman. 

## Trama
Lidka, con una bambina piccola in braccio, entra nella stanza di una pensione dove abita Jiří, il padre della bambina, Janička. Non vista, lascia Janička dal padre e abbandona la pensione. Jiří non trova di meglio da fare che lasciare a sua volta la piccola dal suo vicino di camera, il professor Emanuel Pokorný, in quel momento assente, e scappare.
Emanuel è appena stato nominato professore di una esclusiva scuola femminile, che gli riserva anche il pernottamento in una delle lussuose stanze annesse all'edificio. Emanuel vi ci si trasferisce insieme a Janička, per quanto i bambini piccoli non siano ammessi nell'istituto. Quando, pochi giorni dopo, Lidka torna alla pensione per avere notizie di sua figlia, non la trova: Jiří è sparito senza lasciare traccia, e il professore, pure, si à trasferito ad un indirizzo che l'albergatrice non conosce. Lidka inizia allora la sua ricerca della piccola.
Le allieve di Emanuel notano il comportamento strano del professore, finché una di esse, Vlasta, scopre il suo segreto e la piccola Janička. Tutte le ragazze della classe di Emanuel fanno a gara per accudire la bambina, fino a quando la direttrice, una sera, non solo sorprende tutte le allieve nella camera di Emanuel, ma scopre anche Janička. Ne nasce uno scandalo, e Emanuel viene licenziato, nonostante la dimostrazione che le ragazze, solidali, inscenano.
Solo l'intervento di Lidka, che ha rintracciato finalmente la piccola e fornisce le spiegazioni cercate, mette fine all'equivoco, e Emanuel viene reintegrato.